# Musaranya d'Inyo
La musaranya d'Inyo (Sorex tenellus) és una espècie de mamífer de la família de les musaranyes (Soricidae). És endèmica dels Estats Units (Califòrnia i Nevada). S'alimenta principalment d'insectes i altres invertebrats petits. El seu hàbitat natural són les zones riberenques i els peus dels canyons. És una espècie en risc mínim, és a dir, no sembla que hi hagi cap amenaça significativa per a la seva supervivència.